# Woodnewton
(John Marius Wilson, Imperial Gazetteer of England and Wales)
Woodnewton è un villaggio nel Northamptonshire, Inghilterra.